# Rantaro
Rantaro (忍たま乱太郎, Nintama Rantarō) és una sèrie d'anime japonesa produïda per Ajia-do Animation Works que s'emet a NHK des del 10 d'abril del 1993. És una adaptació de la sèrie de manga Rakudai Ninja Rantarō, escrita i dibuixada per Sōbe Amako, ambientada en una escola de ninges japonesa. És la segona sèrie d'anime més longeva de tots els temps. Als Països Catalans es va estrenar el 2 de febrer del 2007 al K3 i es va emetre posteriorment al Canal Super3, a Betevé i a Barça TV. A Punt 2 es va emetre amb el títol Rantaro, el xiquet ninja, i a IB3 com a Rantaro, s'al·lot ninja.

## Argument
Comença el nou curs a l'Acadèmia de Ninges. Entre els nous alumnes hi ha en Rantaro, en Shinbei i en Kimaru, tres nens que aviat seran nomenats nintama, alumnes de primer any. Els nois no estan gaire interessats en l'aprenentatge, prefereixen veure la televisió, jugar a videojocs, tenir diners per a capricis i menjar el que els vingui de gust. Dia a dia, a més de seguir l'aprenentatge ninja, amb els mestres Doi i Yamada, s'enfrontaran als altres grups i clans enemics de l'acadèmia i també tindran temps d'escapar-se una estona i viure la vida, especialment estar amb les kunoichi, les noies ninges, o rebre la visita dels seus familiars.

## Doblatge
| Personatge     | Veu japonesa     | Veu catalana (TVC)    |
| -------------- | ---------------- | --------------------- |
| Rantaro        | Minami Takayama  | Elisabet Bargalló     |
| Shimbei        | Mie Suzuki       | Carmen Ambrós         |
| Kirimaru       | Mayumi Tanaka    | Meritxell Sota        |
| Director       | Majito Tsujimura | Enric Isasi-Isasmendi |
| Tomomi         | Hiroko Emori     | Roser Aldabó          |
| Yuki           | Sakura Tange     | Glòria González       |
| Hansuke Doi    | Toshihiko Seki   | Àlex de Porrata       |
| Cuinera        | Tomoe Seiko      | Glòria González       |
| Shiro Yamamoto | Yuko Kobayashi   | Elvira Garcia         |
| Denzo          | Hiroko Emori     | Francesc Belda        |
| Shige          | Akiko Muta       | Meritxell Ané         |